# Minija
Die Minija (früherer deutscher Name: Minge) ist ein 213 km langer rechter Nebenfluss der Memel in der südkurischen Landschaft Keklys (Ceclis) im Westen Litauens.

## Flusslauf
Der Fluss hat ein für litauische Verhältnisse recht starkes Gefälle: über die Länge von 213 km fällt er 150 m. Er entspringt im Osten des niederlitauischen Hochlands südlich von Telšiai und fließt zunächst nach Passage mehrerer Seen bis etwa Kartena westlich, wendet sich dann nach Süden und fließt fast parallel zur Ostseeküste über Priekulė und das Augstumalmoor. Sie mündet bei Minija in die Atmata, den nördlichsten Mündungsarm  des Memel-Deltas, der seinerseits kurz danach beim Windenburger Eck ins Kurische Haff mündet; sie bildet dabei jedoch auch eine Art eigenes Delta.
Über den König-Wilhelm-Kanal war die Minija mit der Hafenstadt Klaipėda (Memel) verbunden.
Wegen des Gefälles, zahlreicher Schwellen und Steine und des sehr unbeständigen Wasserstandes gilt der Fluss als anspruchsvolles Paddelgewässer. Zahlreiche (ehemalige) Wassermühlen erfordern Umtragen.
Am Fluss gibt es ein ichthyologisches Minija-Schutzgebiet.